# 下総皖一
下總 皖一（しもおさ/しもふさ かんいち、本名：下總 覺三、1898年3月31日 - 1962年7月8日）は作曲家・音楽教育者。埼玉県北埼玉郡原道村砂原（現：加須市）生まれ。

## 略歴
地元の原道尋常小学校（現：加須市立原道小学校）を卒業後は、父親が校長を務める栗橋尋常高等小学校（旧：栗橋町立栗橋東第一小学校、現：久喜市立栗橋小学校）に通い、1912年に卒業。その後は埼玉師範学校（現：埼玉大学教育学部）に入学、1920年東京音楽学校（現：東京芸術大学）で作曲を信時潔に師事し首席で卒業。後ドイツのベルリン芸術大学でパウル・ヒンデミットにも師事し、日本におけるブラームス＝ヒンデミット流のドイツ系対位法理論の先駆者となった。1934年同校助教授。1940年文部省教科書編集委員。1942年同校教授、1956年東京芸術大学音楽学部長。墓所は小平霊園。
門下に芸大で團伊玖磨、佐藤眞、芥川也寸志、松本民之助、山岸磨夫、個人教授で須田くにおらがいる。童謡・文部省唱歌を多く作曲した。また多くの小学校・中学校・高等学校の校歌の作曲も手がけており、総作曲数は1000曲以上に上る。
下総皖一に関する資料や愛用ピアノなどが故郷の加須市の大利根文化・学習センター（愛称：アスタホール）で常設展示されている。

## エピソード
- ベルリン留学時代のヒンデミットのクラスにはハラルド・ゲンツマーがいた。
- 同時期には木下保や諸井三郎もベルリンに留学していた。
- 2008年から毎年七夕の前後に故郷の加須市（旧大利根町）の「下総皖一を偲ぶ会」によるコンサートなどの顕彰活動が行われ、「たなばたさま」などの歌がコーラスグループにより歌われている。
- 戦時中に埼玉県加須市に疎開しており、そのときに出会った宮澤章二に作詞家としてデビューするきっかけを与えた。

## 作品

### 純音楽作品
- 三味線協奏曲 (1935)
- 三弦協奏曲 (1938); 中能島欣一原曲の編曲
- 琴協奏曲 (1939); 宮城道雄原曲の編曲
- オーケストラのためのバリエーション
- 管弦楽のための行進曲「かちどき」
- 吹奏楽のための行進曲
- 箏独奏のためのソナタ (1941)
- 箏独奏のための数え歌変奏曲
- 二面の十七絃箏のための「たなばたさま」
- フリュート、箏、セロのための三重奏曲
- アコーディオンと箏のための組曲
- クラリネットと箏のための組曲
- クラリネットとピアノのための三つの小品
- クラリネット四重奏のための逝く春
- 二つのフルートのための小組曲
- フリュートとピアノのための小曲
- フリュート、クラリネット、ファゴットのための小舞曲
- ヴァイオリン、ビオラ、チェロのための主題と変奏
- ヴァッサカリアと舞曲 (1936)
- ピアノ小曲集第二番メルヘンに寄す
- 交声曲「聖徳太子奉讃歌」

### 童謡・文部省唱歌
- 「野菊」作詞 石森延男
- 「花火」作詞 井上赳
- 「スキー」作詞林柳波（作詞 時雨音羽／作曲 平井康三郎の「スキー」とは別曲）
- 「ほたる」作詞 井上赳
- 「長い道」作詞 林柳波
- 「母の歌」作詞 野上弥生子
- 「かくれんぼ」作詞 林柳波
- 「五十音の唄」作詞 北原白秋
- 「たなばたさま」作詞 権藤花代・編詞林柳波
- 「国歌掲揚の歌」作詞者不詳
- 「ゆうやけこやけ」作詞 文部省唱歌
- 「もぐらのおじさん」作詞 奥野庄太郎
- 「小雪ふる夜の子ギツネ」作詞 奥野庄太郎
- 「電車ごっこ」作詞 井上赳

### 校歌等

#### 小学校
- 北海道湧別町立上湧別小学校校歌
- 北海道帯広市立緑丘小学校校歌（作詞：石森延男）
- 北海道千歳市立末広小学校校歌
- 北海道余市町立黒川小学校校歌
- 北海道札幌市立手稲中央小学校校歌
- 青森県八戸市立種差小学校校歌
- 青森県野辺地町立野辺地小学校校歌
- 岩手県花巻市立宮野目小学校校歌（作詞：小田島 孤舟）
- 岩手県一関市立一関小学校校歌（作詞：武島繁太郎）[5]
- 福島県会津美里町立旭小学校校歌
- 福島県会津坂下町立坂下小学校校歌
- 埼玉県熊谷市立熊谷東小学校校歌
- 埼玉県川口市立鳩ヶ谷小学校校歌
- 埼玉県川口市立幸町小学校校歌
- 埼玉県川島町立中山小学校校歌
- 埼玉県久喜市立栗橋南小学校校歌
- 埼玉県吉川市立三輪野江小学校校歌
- 埼玉県深谷市立藤沢小学校校歌
- 埼玉県上福岡市立第二小学校校歌
- 埼玉県越谷市立越ヶ谷小学校校歌
- 埼玉県秩父市立花の木小学校校歌（作詞：下山懋）
- 埼玉県小鹿野町立小鹿野小学校校歌（作詞：逸見宮吉）
- 埼玉県熊谷市立太田小学校校歌（作詞：下山つとむ）
- 埼玉県栗橋町立栗橋東第一小学校校歌（作詞：下山懋）
- 埼玉県草加市立草加小学校校歌
- 埼玉県草加市立谷塚小学校校歌（作詞：梅田能清）
- 埼玉県さいたま市立三橋小学校校歌（作詞：下山懋）
- 埼玉県さいたま市立植水小学校校歌（作詞：下山つとむ）
- 埼玉県さいたま市立大戸小学校校歌（作詞：下山つとむ）
- 埼玉県さいたま市立大宮東小学校校歌（作詞：下山懋）
- 埼玉県さいたま市立柏崎小学校校歌（作詞：下山懋）
- 埼玉県さいたま市立片柳小学校校歌（作詞：下山つとむ）
- 埼玉県さいたま市立上落合小学校校歌（作詞：下山つとむ）
- 埼玉県さいたま市立河合小学校校歌（作詞：下山懋）
- 埼玉県さいたま市立常盤小学校校歌（作詞：下山懋）
- 埼玉県さいたま市立仲本小学校校歌（作詞：下山懋）
- 埼玉県さいたま市立日進小学校校歌（作詞：下山つとむ）
- 埼玉県さいたま市立和土小学校校歌（作詞：下山つとむ）
- 埼玉県さいたま市立指扇小学校校歌（作詞：岡田正平）
- 千葉県八千代市八千代台小学校校歌
- 東京都荒川区立第六瑞光小学校校歌
- 東京都江戸川区立西小岩小学校校歌（作詞：野村旻）
- 東京都品川区立第三日野小学校（作詞：西條八十）
- 東京都品川区立京陽小学校校歌
- 東京都調布市立富士見台小学校校歌
- 神奈川県横浜市立東台小学校校歌
- 新潟県十日町市立貝野小学校校歌
- 山梨大学教育人間科学部附属小学校校歌
- 長野県岡谷市立小井川小学校校歌
- 長野県須坂市立小山小学校校歌
- 静岡県富士市立吉原小学校校歌（作詞：土井晩翠）
- 三重県松阪市立松江小学校校歌（作詞：荒木子風）[6]
- 岡山県高梁市立高梁小学校校歌（作詞：米川正夫）[7]
- 香川大学教育学部附属高松小学校校歌（作詞：石森延男）

#### 中学校
- 北海道浦臼町立浦臼中学校校歌
- 北海道余市町立西中学校校歌
- 北海道江別市立第一中学校校歌
- 北海道札幌市立啓明中学校校歌
- 岩手県花巻市宮野目中学校校歌（作詞：小田島 孤舟）
- 福島県会津美里町立新鶴中学校校歌
- 福島県喜多方市立山都中学校校歌
- 栃木県日光市立今市中学校校歌
- 栃木県佐野市立葛生中学校校歌
- 栃木県野木町立野木中学校校歌
- 栃木県宇都宮市立星が丘中学校校歌（作詞：勝承夫）
- 宇都宮大学共同教育学部附属中学校校歌（作詞：三日月朗）
- 埼玉県さいたま市立岩槻中学校校歌（作詞：下山懋）
- 埼玉県さいたま市立与野東中学校校歌（作詞：下山つとむ）
- 埼玉県川越市立初雁中学校校歌
- 埼玉県久喜市立久喜中学校校歌
- 埼玉県久喜市立菖蒲中学校校歌（作詞：宮澤章二）
- 埼玉県越谷市立南中学校校歌
- 埼玉県加須市立加須北中学校校歌
- 埼玉県春日部市立春日部中学校校歌（作詞：下山懋）
- 埼玉県さいたま市立桜木中学校校歌（作詞：下山懋）
- 埼玉県さいたま市立白幡中学校校歌（作詞：下山懋）
- 埼玉県さいたま市立土合中学校校歌（作詞：吉沢光平）
- 埼玉県さいたま市立原山中学校校歌（作詞：下山懋）
- 埼玉県さいたま市立三橋中学校校歌（作詞：下山懋）
- 埼玉県さいたま市立大宮南中学校校歌（作詞：西角井正慶）
- 埼玉県幸手市立幸手中学校校歌（作詞：下山懋）
- 埼玉県杉戸町立杉戸中学校校歌（作詞：下山つとむ）
- 埼玉県和光市立大和中学校校歌（作詞：下山懋）
- 埼玉県蕨市立第一中学校校歌（作詞：下山つとむ）
- 埼玉県嵐山町立七郷中学校校歌（作詞：安藤専一、監修：下山懋）
- 東京都葛飾区立綾瀬中学校校歌
- 東京都江戸川区立松江第二中学校校歌(作詞：勝承夫)
- 東京都八王子市立第一中学校校歌
- 東京都小平市立小平第一中学校校歌
- 東京都狛江市立狛江第一中学校校歌
- 神奈川県川崎市立西中原中学校校歌
- 神奈川県川崎市立中原中学校校歌
- 神奈川県川崎市立稲田中学校校歌
- 新潟県三条市立第二中学校校歌
- 新潟県柏崎市立第三中学校校歌
- 新潟県佐渡市立小木中学校校歌
- 静岡県静岡市立井川中学校校歌（作詞：勝承夫）
- 愛知県蒲郡市立蒲郡中学校校歌
- 三重県鈴鹿市立神戸中学校校歌（作詞：勝承夫）
- 三重県松阪市立殿町中学校校歌
- 滋賀県大津市立堅田中学校校歌（作詞：勝承夫）
- 大阪府大阪市立生野中学校校歌（作詞：石森延男）
- 大阪府大阪市立夕陽丘中学校校歌（作詞：小野十三郎）
- 和歌山大学教育学部附属中学校（作詞：高井みたび）
- 山口県山口市立湯田中学校校歌（作詞：藤晃太郎）
- 山口県山口市立小郡中学校校歌（作詞：土井晩翠）
- 山口県下関市立向洋中学校校歌
- 佐賀大学文化教育学部附属中学校校歌
- 長崎県佐世保市立早岐中学校校歌（作詞：風木雲太郎）
- 長崎県五島市立福江中学校校歌（作詞：斎藤清衛）
- 長崎県松浦市立今福中学校歌

#### 高等学校
- 北海道興部高等学校校歌
- 北海道釧路商業高等学校校歌
- 北海道大樹高等学校校歌
- 北海道名寄高等学校校歌
- 岩手県立岩泉高等学校校歌（作詞：小田島孤舟）[8]
- 岩手県立高田高等学校校歌
- 福島県立会津第二高等学校校歌
- 栃木県立日光高等学校校歌
- 栃木県立佐野高等学校校歌
- 栃木県立足利女子高等学校校歌
- 群馬県立前橋女子高等学校校歌
- 埼玉県立浦和西高等学校校歌
- 埼玉県立蕨高等学校校歌
- 埼玉県立川口工業高等学校校歌
- 埼玉県立岩槻商業高等学校校歌（作詞：下山つとむ）
- 埼玉県大宮女子高等学校校歌（作詞：下山懋）
- 埼玉県立幸手桜高等学校校歌（作詞：河野省三）
- 東京都立赤羽商業高等学校校歌
- 東京都立板橋高等学校校歌
- 東京都立大島高等学校校歌
- 東京都立北多摩高等学校校歌
- 東京都立志村高等学校校歌
- 横浜市立桜丘高等学校校歌 （高等女学校時代の旧校歌）
- 神奈川県立横浜緑ケ丘高等学校校歌
- 金沢大学附属高等学校校歌
- 石川県立金沢二水高等学校校歌
- 石川県立羽咋高等学校校歌
- 福井県立藤島高等学校校歌
- 長野県長野商業高等学校校歌
- 愛知県立成章高等学校校歌 （作詞：石森延男）
- 愛知県立横須賀高等学校校歌
- 愛知工業大学名電高等学校校歌（作詞：久徳高文）
- 大同高等学校 （現・大同大学大同高等学校）校歌
- 名古屋市立菊里高等学校校歌
- 和歌山県立伊都高等学校校歌
- 大阪府立泉陽高等学校校歌
- 兵庫県立西宮高等学校校歌
- 兵庫県立北条高等学校校歌
- 兵庫県立社高等学校校歌（作詞：齊藤清衛）
- 広島県立賀茂高等学校校歌
- 広島県立西城紫水高等学校校歌
- 鳥取県立境高等学校校歌
- 島根県立大社高等学校校歌
- 愛媛県立新居浜工業高等学校校歌
- 愛媛県立松山工業高等学校校歌
- 徳島県立板野高等学校校歌
- 高知県立城山高等学校校歌
- 長崎県立佐世保南高等学校校歌
- 大分県立大分舞鶴高等学校校歌
- 宮崎県立本庄高等学校校歌
- 鹿児島県立川内高等学校校歌

#### 大学
（抜粋）
- 東京水産大学校歌
- 京都大学学歌
- 愛媛大学学歌

## 主要著書
- 『新曲と聴音練習』新響社, 1929
- 『和声学』共益商社書店, 1935
- 『作曲法』共益商社書店, 1938
- 『樂典』共益商社書店, 1948
- 『音楽理論』音楽之友社, 1951
- 『対位法』音楽之友社, 1951

### 共著
- 『模範音楽通論』橋本国彦共著, 共益商社書店, 1940

## 教え子
- 芥川也寸志
- 池本武
- 石桁真礼生
- 金井喜久子
- 兼田敏
- 須田くにお
- 團伊玖磨
- 土肥泰
- 外山雄三
- 松本民之助
- 山岸磨夫